# Unité urbaine de Creutzwald
L'unité urbaine de Creutzwald est une unité urbaine française centrée sur la commune de Creutzwald, dans le département de la Moselle et la région Grand Est.

## Données générales
Dans le zonage réalisé par l'Insee en 2010, l'unité urbaine était composée de trois communes.
Dans le nouveau zonage réalisé en 2020, elle est composée des trois mêmes communes.
En 2022, avec 16 250 habitants, elle représente la 6e unité urbaine du département de la Moselle et occupe le 38e rang dans la région Grand Est.
En 2019, sa densité de population s'élève à 451 hab/km2. Par sa superficie, elle ne représente que 0,6 % du territoire départemental mais, par sa population, elle regroupe 1,61 % de la population du département de la Moselle.

## Composition de l'unité urbaine en 2020
Elle est composée des trois communes suivantes :
| Nom                       | Code Insee | Département | Statut       | Superficie (km2) | Population (dernière pop. légale) | Densité (hab./km2) | Modifier                                    |
| ------------------------- | ---------- | ----------- | ------------ | ---------------- | --------------------------------- | ------------------ | ------------------------------------------- |
| Creutzwald (ville-centre) | 57160      | Moselle     | ville-centre | 26,72            | 12 389 (2022)                     | 464                | modifier les données · modifier les données |
| Ham-sous-Varsberg         | 57288      | Moselle     | banlieue     | 6,53             | 2 889 (2022)                      | 442                | modifier les données · modifier les données |
| Varsberg                  | 57696      | Moselle     | banlieue     | 4,15             | 972 (2022)                        | 234                | modifier les données · modifier les données |

## Évolution démographique
| 1968   | 1975   | 1982   | 1990   | 1999   | 2008   | 2013   | 2019   |
| ------ | ------ | ------ | ------ | ------ | ------ | ------ | ------ |
| 17 496 | 18 826 | 18 672 | 18 849 | 17 982 | 17 099 | 17 158 | 16 851 |

#### Données générales
- Unité urbaine
- Aire d'attraction d'une ville
- Aire urbaine (France)
- Liste des unités urbaines de France

#### Données démographiques en rapport avec l'unité urbaine de Creutzwald
- Aire d'attraction de Creutzwald
- Aire d'attraction de Saint-Avold (partie française)
- Arrondissement de Forbach-Boulay-Moselle

#### Données démographiques en rapport avec la Moselle
- Démographie de la Moselle